# 特羅布里恩群島
特羅布里恩群島，或譯超布連群島、初步蘭群島，是巴布亞新幾內亞米爾恩灣省的群島，位於該國東面所羅門海，由四個主要島嶼組成，總面積450平方公里。1793年法國人首先發現此地，20世紀初布罗尼斯拉夫·马林诺夫斯基曾在此進行田野調查。

## 地理
該群島共有四個大島，即最大的基里維納島（Kiriwina）和基塔瓦島（Kitava）、Kaileuna、Vakuta三島。基里維纳島長43（27英里），寬度在1至16（0.62至9.94英里）之間不等。1980年代時基里維纳島上有大約60個村落，人口約12,000。其他島嶼的人口向來只有數百。除去基里維纳島之外，各島都是地勢平坦的珊瑚环礁，全年濕熱、多雨。

## 外部連結

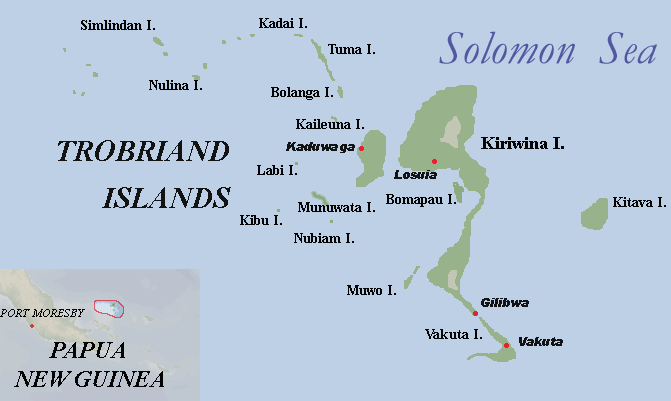

- Trobriand Islands Online （页面存档备份，存于）
- Sorcery and Seduction （页面存档备份，存于） The Art of Influence in the Trobriands — A travel story about the Trobriands by Roderick Eime
- （页面存档备份，存于） Lineal and Non-Lineal Codifications of Reality by Dorothy Lee
- Trobriand Islands rain forests (World Wildlife Fund)（页面存档备份，存于）
- Malinowski fieldwork photographs of the Trobriand Islands (1915–18) （页面存档备份，存于） held at London School of Economics Archives （页面存档备份，存于）

8°40′S 150°55′E / 8.667°S 150.917°E